# وحدات تخزين المعلومات

مقارنة بين وحدات تخزين المعلومات: بت، تريت، نات وبان

وحدات تخزين المعلومات في الحاسوب هي الوحدات التي تستخدم لحساب مساحات الذاكرة في الحاسوب، وهي تعبر أساسًا عن كمية المعلومات المخزنة وتقاس عادة بالبايت ومضاعفاته.

## البت
البت هي أصغر وحدة تخزين ممكنة، كل بت عبارة عن خانة واحدة من رقم ثنائي وله احتمالين فقط اما ان يكون البت 0 أو يكون 1. يتكون البايت (محرف) عادة من 8 بت، ولذلك فأن البايت يحتوي على 28=256 احتمال مختلف يخزن البت أحداها من 00000000 إلى 11111111، لتسهيل كتابة البايت وقراءته بشريًا يحول الرقم الثنائي إلى نظام عد سداسي عشر أو نظام عد عشري فالحرف A رمزه حسب جدول الأسكي 10000001 ويقابله الرقم 41 بالترميز السداسي عشر والرقم 65 بالترميز العشري.

## علمي
- 1 بايت B يساوي 8 بت
- 1 كيلوبايت kB يُساوي تقريبًا 103 يُساوي تقريبًا 1,000 بايت
- 1 ميجابايت MB يُساوي تقريبًا 106 يُساوي تقريبًا 1,000,000 بايت
- 1 جيجابايت GB يُساوي تقريبًا 109 يُساوي تقريبًا 1,000,000,000 بايت
- 1 تيرابايت TB يُساوي تقريبًا 1012 يُساوي تقريبًا 1,000,000,000,000 بايت
- 1 بيتابايت PB يُساوي تقريبًا 1015 يُساوي تقريبًا 1,000,000,000,000,000 بايت
- 1 إكسابايت EB يُساوي تقريبًا 1018 يُساوي تقريبًا 1,000,000,000,000,000,000 بايت
- 1 زيتابايت ZB يُساوي تقريبًا 1021 يُساوي تقريبًا 1,000,000,000,000,000,000,000 بايت
- 1 يوتابايت YB يُساوي تقريبًا 1024 يُساوي تقريبًا 1,000,000,000,000,000,000,000,000 بايت

وقد استقروا على أنه إذا كان هناك وحدات تخزين أكبر من اليوتابايت في المستقبل سوف تكون باسم
- برونتوبايت BB يُساوي 1024 يوتابايت
- جيوبايت/جيجوبايت يُساوي 1024 برونتوبايت

## ثنائي
- 1 كيلوبايت KB أو KiB يساوي 1,024 بايت
- 1 ميجابايت MB أو MiB يساوي 220 يساوي 1,048,576 بايت
- 1 جيجابايت GB أو GiB يساوي 230 يساوي 1,073,741,824 بايت
- 1 تيرابايت TB أو TiB يساوي 240 يساوي 1,099,511,627,776 بايت
- 1 بيتابايت PB أو PiB يساوي 250 يساوي 1,125,899,906,842,624 بايت
- 1 إكسابايت EB أو EiB يساوي 260 يساوي 1,152,921,504,606,846,976 بايت
- 1 زيتابايت ZB أو ZiB يساوي 270 يساوي 1,180,591,620,717,411,303,424 بايت
- 1 يوتابايت YB أو YiB يساوي 280 يساوي 1,208,925,819,614,629,174,706,176 بايت